# Лакербай, Константин Антонович
Константи́н Анто́нович (Мурзаканович) Лакерба́й (Ко́стя большо́й) (23 марта 1889—1918) — абхазский военнослужащий, художник, третий сын Мурзакана Лакрба.

## Биография
Воспитывался в Воронежском кадетском корпусе, затем учился в Елисаветградском кавалерийском училище, по окончании которого в 1912 году был произведён в корнеты и зачислен в Украинский 15-й гусарский полк, в 1913 году переведён в Дагестанский конный полк. Участник Первой мировой войны и Гражданской войны в России.
Константин Антонович был прекрасным художником, сохранилось несколько его картин. В 1918 году покончил жизнь самоубийством.
Был женат на княжне Мэри Ивановне Шервашидзе (1892—1984), дочери князя Ивана Григорьевича Шервашидзе (1847—1906) и княжны Терезы Несторовны Чичуа (1861—1948).

## Награды
- Награждён орденом Св. Георгия 4-й степени (31 декабря 1916).
- Также имел другие награды Российской империи.